# Spannmålsallergi
Spannmålsallergi innebär överkänslighet mot något av proteinerna i sädesslag som vete, råg, korn och/eller havre och att allergenantikroppar, IgE-antikroppar, orsakar symptomen. 
Veteallergi – som är vanligast av spannmålsallergierna – och celiaki förväxlas ofta. I båda fallen måste vetemjöl undvikas, men vissa veteallergiker kan få svåra reaktioner på specialmjöl och havreprodukter för personer med celiaki. Sjukdomarna har olika grundorsaker och kostråden skiljer sig en del. Personer med celiaki tål inte gluten, men det gör veteallergikerna. De reagerar istället på några av de andra proteinerna i vete.

## Symptom
Symptomen vid spannmålsallergi är mag- och tarmbesvär, eksem eller nässelutslag, och besvär från övre luftvägar, astma och vid svår allergi anafylaktisk chock som yttrar sig i hastigt blodtrycksfall och är ett mycket allvarligt tillstånd som kräver akutvård. Dödsfall har förekommit. Det är allergiantikroppar, IgE-antikroppar, som orsakar symtomen. Ofta kommer reaktionen relativt snabbt när en spannmålsallergiker ätit det spannmål som orsakar allergin eller andats in mjöl från luften.

## Diagnos
Spannmålsallergi är vanligast hos barn och drabbar cirka tio procent av barn upp till ett år. Allergin växer ofta bort, men för barn med kraftig spannmålsallergi och med höga värden av IgE-antikroppar är sannolikheten för detta liten. Allergi i sig är ärftligt, men allergi mot just spannmålsprotein går inte i arv. De flesta med IgE-antikroppar mot vete har inte veteallergi. Veteallergenet innehåller komponenter som finns i en rad andra födoämnen och pollen. Det kan det verka som om en person är allergisk mot vete, fast det egentligen handlar om allergi mot något annat. Därför krävs, förutom IgE-antikroppar, allergiska symptom av att äta vete som blir bättre av att undvika vete. Ju högre halter IgE-antikroppar desto större är risken att man verkligen är allergisk mot vete.

## Åtgärder
Veteallergiker ska undvika veteprotein och måste ofta undvika även flera andra spannmål. Runt 80 procent av veteallergikerna är också allergiska mot råg. Havreallergi däremot är ovanligt. Man måste också ta i beaktande att  kontamination av vete är oundviklig även i andra sädesslag, exempelvis genom frön som kommit med vinden, eller som redan funnits där sedan tidigare odling, eller på grund av att samma maskiner används till olika grödor, m.m. Havre, korn och råg  får innehålla uppemot 1–5 % vete (vilket är förhållandevis mycket för en allergiker) utan att det behöver uppges. Vissa vete-, råg- och kornallergiker mår bra på samma kost som flertalet med celiaki, medan andra kan reagera på de små mängder protein som kan finnas i vetestärkelse och i rena havreprodukter avsedda för de med celiaki. Rena havreprodukter för personer med celiaki är skadligt för havreallergiker. Det finns spannmålsallergiker som bara reagerar på vete som andats in, men inte på vete i maten. Det beror på att vissa proteiner förstörs av magsyran och när maten hettas upp. Det finns också veteallergiker som reagerar på den allra minsta lilla kontamination, som knappt är mätbar.

## Yrkesrelaterad allergi
"Bagarastma" är en vanlig form av yrkesrelaterad astma där den drabbade blivit känslig för mjöldamm. Allergin börjar oftast med snuva.